# Regionaal Archief Rivierenland
Het Regionaal Archief Rivierenland (afgekort RAR) is een historisch informatie- en documentatiecentrum in de Nederlandse plaats Tiel. Het verzamelt en beheert de archieven, afbeeldingen, boeken en documentatie van de gemeenten Buren, Culemborg, Maasdriel, Neder-Betuwe, Tiel, West Betuwe en Zaltbommel. De informatie over polders en waterschappen omvat ook de polders Asperen, Dalem, Heukelum, Spijk en Vuren en de Over-Betuwe.
Het RAR is in 1999 opgericht naar aanleiding van de gemeentelijke herindeling, waarbij de huidige gemeenten Buren en Neder-Betuwe ontstonden. Het komt voort uit een fusie tussen de archiefdiensten Tiel-Buren-Culemborg en Kesteren-Lienden-Echteld-Maurik. Geldermalsen en Neerijnen nemen sinds 2009 deel en in 2014 heeft het Streekarchief Bommelerwaard zich aangesloten. Met ingang van 1 januari 2019 zijn de gemeenten Geldermalsen, Neerijnen en Lingewaal samengevoegd tot de gemeente West Betuwe en zijn ook de archieven van de voormalige gemeente Lingewaal bij het RAR te vinden. 
Toen in 2003 het waterschap Tielerwaard, Culemborgerwaarden en de Linge opging in het waterschap Rivierenland, sloot dit een dienstverleningsovereenkomst met het RAR waarbij een groot aantal archieven hier werd ondergebracht. Op de website van het RAR is een stamboom te vinden van het huidige waterschap Rivierenland en zijn 474 voorgangers.
Bij het RAR werken dertig betaalde krachten en veertig vrijwilligers. Daarnaast helpen 250 vrijwilligers online met het indexeren van oude notariële archieven.

## Collectie
Het RAR beheert anno 2021 ruim veertien kilometer aan archiefstukken, afkomstig van gemeentelijke overheden en waterschappen. Daarnaast bezit het diverse ondersteunende collecties, zoals kaarten- en prentenverzamelingen, ansichtkaarten- en fotocollecties. In het archief bevindt zich ook een bibliotheek en een verzameling periodieken over de algemene, lokale en regionale geschiedenis.

## Het gebouw
De archieven worden centraal bewaard in het pand aan het J.S. de Jongplein 3 in Tiel. Dit pand werd in juni 2012 in gebruik genomen. In het interieurconcept staat het Betuwse rivierlandschap centraal. Op de transparante wanden van de studiezaal worden foto's van bijzondere archiefstukken geëxposeerd. Bij een aantal stukken staat een QR-code. Wanneer een bezoeker deze code scant, komen de stukken tot leven. Het RAR won voor deze studiezaalwand in 2017 de juryprijs van de Gouden Gelderse Roos.

## Directeur/streekarchivaris
Op 1 mei 1963 werd de eerste archivaris in het rivierengebied benoemd. Dat was toenmalig wethouder Jan den Hoed (PvdA). Na zijn vertrek in 1978 werd hij opgevolgd door Wim Veerman, die 31 jaar de functie van streekarchivaris vervulde. In 2009 werd de huidige directeur/streekarchivaris Ella Kok-Majewska benoemd.